# Kapelica (Garešnica)
Kapelica is een plaats in de gemeente Garešnica in de Kroatische provincie Bjelovar-Bilogora. De plaats telt 591 inwoners (2001).